# Wim Slijkhuis
Willem Frederik Slijkhuis, detto Wim (Leida, 13 gennaio 1923 – Badhoevedorp, 28 giugno 2003), è stato un mezzofondista olandese.

## Palmarès

### Olimpiadi
- Bronzo a Londra 1948 nei 1500 metri piani.
- Bronzo a Londra 1948 nei 5000 metri piani.

### Europei
- Oro a Bruxelles 1950 nei 1500 metri piani.
- Argento a Oslo 1946 nei 5000 metri piani.